# Textilní, oděvní a kožedělný průmysl v Česku
Textilní, oděvní a kožedělný průmysl (TOK, anglicky Textile, Clothing, Leather and Footwear sector, TCLF) je průmyslový sektor zahrnující výrobu textilií, oděvů, usní (chemicky a mechanicky zpracovaná kůže) a souvisejících výrobků. TOK průmysl má dlouholetou tradici již od začátku průmyslové revoluce. V roce 2011, kdy proběhlo předposlední sčítání lidu, činila zaměstnanost v TOK průmyslu v České republice 1,3 %. V roce 2018 zaměstnával tento průmysl 54 616 zaměstnanců a očekává se snižování počtu pracovních míst v TOK průmyslu. Ústup tohoto průmyslu je mimo jiné způsoben velkým vlivem konkurence převážně z jihovýchodní Asie. Jedná se o druhý nejmenší sektor ze všech odvětví české ekonomiky.

## Výskyt TOK v České republice
V České republice TOK průmysl dominuje v Královéhradeckém kraji, dále v Jihomoravském kraji, Vysočině, Pardubickém kraji a Jihočeském kraji. Z okresů, kde TOK dominuje, lze zmínit např. Prostějov, Náchod, Trutnov, Semily či Svitavy.
| Název Firmy                             | Sídlo                  | Počet zaměstnanců | Zaměření                       |
| --------------------------------------- | ---------------------- | ----------------- | ------------------------------ |
| JUTA a.s.                               | Dvůr Králové nad Labem | 2 300             | Technické textilie             |
| Autoneum Pilsen s.r.o.                  | Plzeň                  | 2 217             | Koberce a kobercové předložky  |
| Nová Mosilana a.s.                      | Brno                   | 976               | Vlněné látky                   |
| VEBA, textilní závody a.s.              | Broumov                | 800               | Bytový textil, africké tkaniny |
| Pleas a.s.                              | Havlíčkův Brod         | 674               | Spodní prádlo                  |
| Indorama Ventures Mobility Moravia a.s. | Velká nad Veličkou     | 649               | Technické textilie             |
| TONAK a.s.                              | Nový Jičín             | 536               | Klobouky                       |
| RIMOWA CZ spol.s.r.o.                   | Pelhřimov              | 533               | Kožená galanterie              |
| MILETA a.s.                             | Hořice                 | 420               | Košiloviny, kapesníky          |
| Sněžka, výrobní družstvo Náchod         | Náchod                 | 408               | Šité díly pro autoprůmysl      |

## Zastoupení v oboru
57 % (tedy více než polovina) osob, které pracují v tomto odvětví, má středoškolské vzdělání bez maturity. Druhou nejpočetnější skupinou zaměstnaných v tomto odvětví jsou osoby se středoškolským maturitním vzděláním. V TOK průmyslu převažují ženy, které tvoří téměř 75 % ze všech zaměstnaných. Průměrný věk zaměstnaných osob v tomto odvětví je 43,2 roku.

## Historie
Odvětví textilního, oděvního a kožedělného průmyslu je 9. nejstarší průmyslové odvětví ze všech odvětví v ČR.

### Textilní průmysl
Nejvíce prosperující výroba z oblasti textilního průmyslu v ČR je výroba technického textilu. Ta se totiž váže na několik dalších odvětví jako jsou: autoprůmysl, stavebnictví, zemědělství a mnoho dalších. Největší textilní firmy v ČR: Nová Mosilana a.s. (zaměření na výrobu vlněných látek), JUTA a.s. (zaměření na výrobu technických textilii) a SVITAP J.H.J. spol. s.r.o. (zaměření na technické tkaniny). Problémem u textilního průmyslu je, že v ČR není dostatek kvalifikovaných pracovních sil a jsou za tuto práci velmi nízké mzdy. Textilní průmysl je považován za největší skupinu z hlediska průmyslů v TOK průmyslu.

### Oděvní průmysl
Oděvní průmysl zahrnuje činnosti jako obchod, design, marketing a další. Největší oděvní firmy v ČR jsou: TONAK a.s. (zaměření na výrobu klobouků) či Pleas a.s. (zaměření na spodní prádlo). TONAK a.s. je jeden z největších výrobců klobouků v Evropě. V minulosti byly velmi známé Oděvní závody Prostějov. Později nesly název OP Prostějov. Problémy v oděvním průmyslu jsou např. rychloobrátková výroba a spotřeba a také náročnost na pracovní sílu.

### Kožedělný průmysl
V dnešní době není kožedělný průmysl v Česku příliš rozšířený a oproti 20. století, kdy v České republice dominovala firma Baťa, můžeme říct, že kožedělný průmysl je v úpadku. Kožedělný průmysl se zaměřuje na kvalitu, nikoliv na kvantitu. Důraz na kvalitu můžeme vidět např. u společnosti Prabos plus a.s., která se zaměřuje na pracovní obuv a dbá také na to, že chce, aby obuv byla vhodná i do extrémnějších podmínek. Důraz na slavnou značku si vytvořila firma BOTAS ze Skutče.